# Arabização
Arabização (em árabe: تعريب tarīb) é um termo que descreve a influência cultural que cresce em uma determinada região que, gradualmente, incorpora o idioma, a cultura e a identidade árabe. Esse fenômeno atingiu maior destaque durante o século VII, quando árabes muçulmanos conquistaram novas regiões e espalharam a língua, a cultura e a religião islâmica (isso aconteceu porque os árabes que expandiram sua área de influência eram muçulmanos e não cristãos ou judeus). O resultado disso foi a fusão de alguns elementos de origem arábica com elementos tomados das civilizações conquistadas que, finalmente, deram origem aos povos "árabes" modernos, em oposição aos "arábicos".
Após a ascensão do islã na Península Arábica, a cultura e a língua árabe se espalharam através do comércio com Estados africanos e da conquista e miscigenação de povos não-árabes no Egito, Síria, Palestina, Iraque e Sudão. A língua árabe peninsular tornou-se comum entre essas áreas; dialetos também se formaram. Além disso, embora o Iêmen seja tradicionalmente considerado a pátria dos árabes, a maioria da população do país não falava árabe (mas sim línguas semíticas meridionais) até a propagação do islã.
A influência da língua árabe também tem sido profunda em muitos outros países cujas culturas foram influenciadas pelo islã. O árabe era uma importante fonte de vocabulário para idiomas tão diversos como o berbere, indonésio, tagalo, malaio, maltês, português, sindi, punjabi, somali, espanhol, swahili, turco, urdu, além de outros idiomas em países onde essas línguas são faladas, um processo que atingiu o seu auge do século X ao XIV.